# Кабираванку
Кабираванку (яп. 川平湾小島 кабираванкудзима) — небольшой остров в островной группе Яэяма островов Сакисима архипелага Рюкю. Административно относится к округу Исигаки уезда Яэяма префектуры Окинава, Япония.
Необитаемый остров расположен у западного побережья острова Исигаки при входе в бухту Кабира.

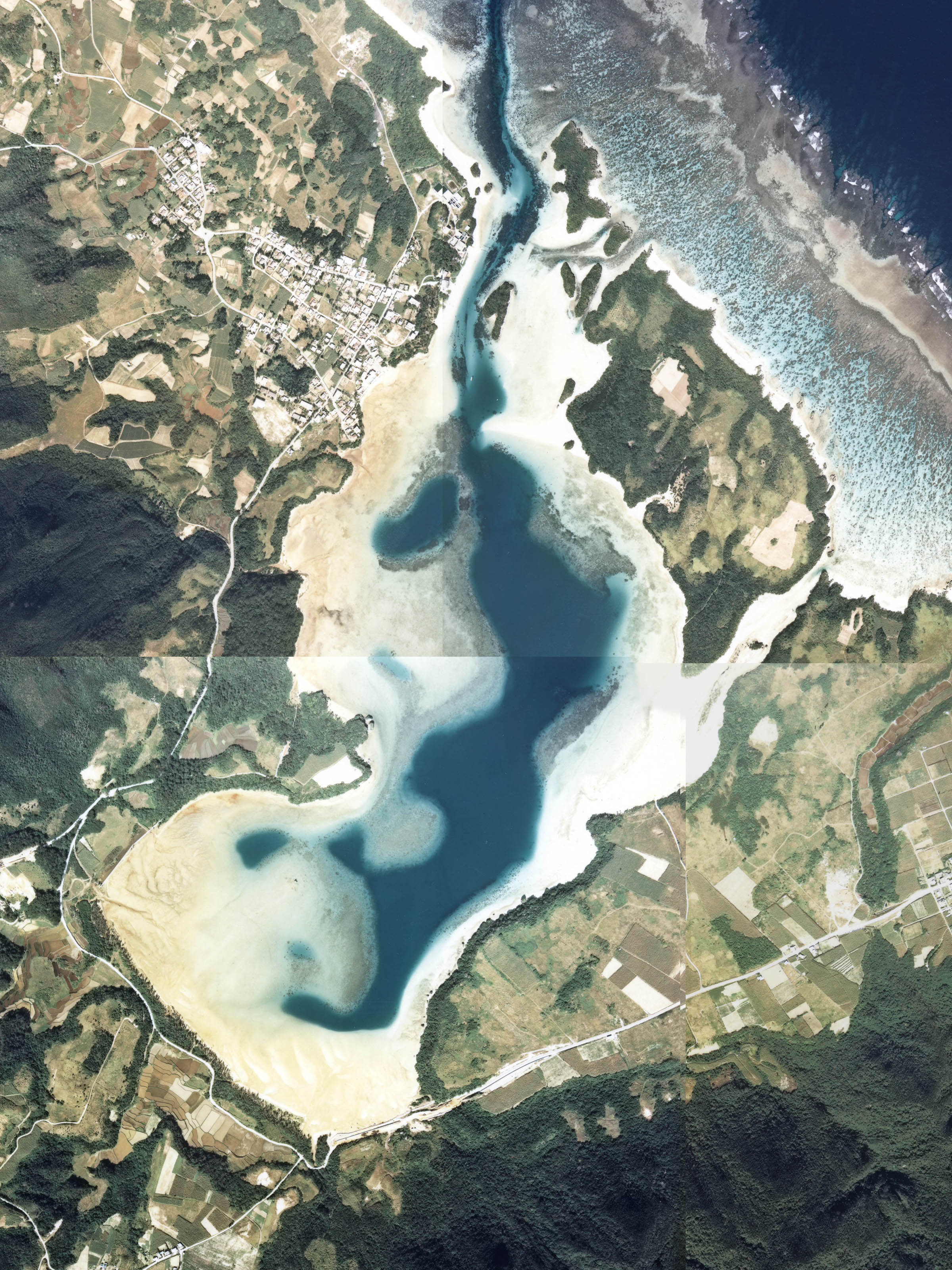
Снимок острова со спутника

Почти весь покрыт лесами.